# Abdullah Al Saud
Abdullah Al Saud, född den 13 oktober 1984 i London, är en saudisk ryttare.
Han tog OS-brons i lagtävlingen i hoppning i samband med de olympiska ridsporttävlingarna 2012 i London.